# Cantoria
La cantoria è, in ambito liturgico e musicale, il complesso dei cantori e la zona di un edificio, ecclesiastico o civile, a loro destinato, spesso collegata all'organo.

## Storia

### Architettura

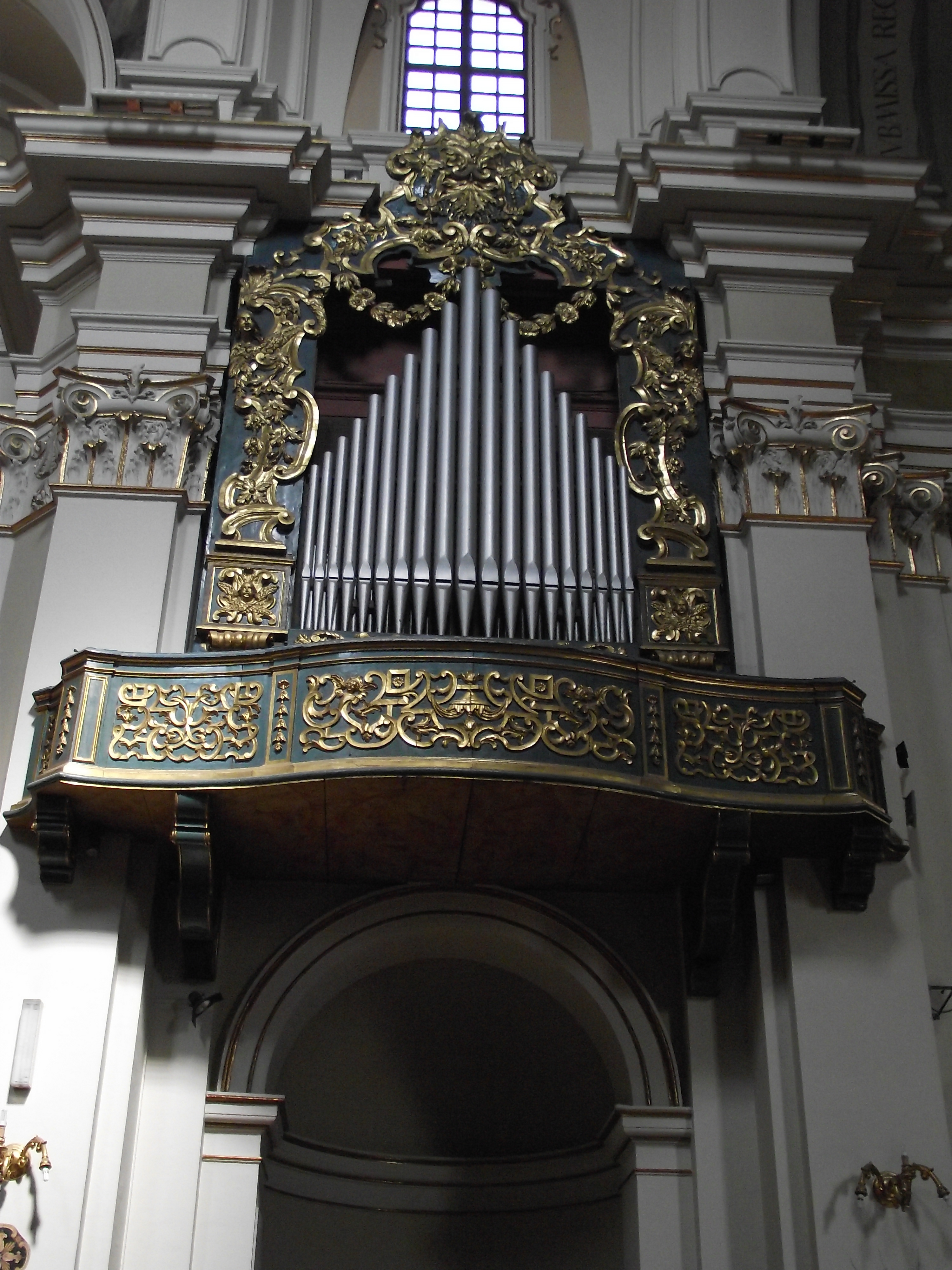
Una delle due cantorie gemelle rococò del Duomo di Jesi

Inizialmente le prime cantorie sorsero in sostituzione delle precedenti scholae cantorum in forma di pergamo e dal XV secolo di balconata, variamente decorata con sculture e bassorilievi. Ne sono esempio la cantoria di Luca della Robbia (1431-1438) e quella di Donatello (1433-1439). Con la collocazione dei palchetti per i cantori al di sotto delle canne dell'organo, dal XVI secolo cantoria e organo vengono inclusi in un'unità architettonica, spesso posta sulla controfacciata della chiesa.

Talvolta l'organo si può trovare invece in posizione laterale, nel presbiterio e in questo caso è comune trovare la cantoria sul lato opposto, specchiata allo strumento musicale e con analoghe linee formali per esigenze di simmetria.

In area germanica la cantoria prende anche il nome di Sängerkanzel ed è spesso ubicata nel presbiterio, in appositi stalli in legno riccamente scolpito.

Esempi rinascimentali famosi (vedi sotto) sono cantorie (o pergami) in forma di balconata a sbalzo sopra il presbiterio, dotata di un alto parapetto in marmo o legno scolpito.

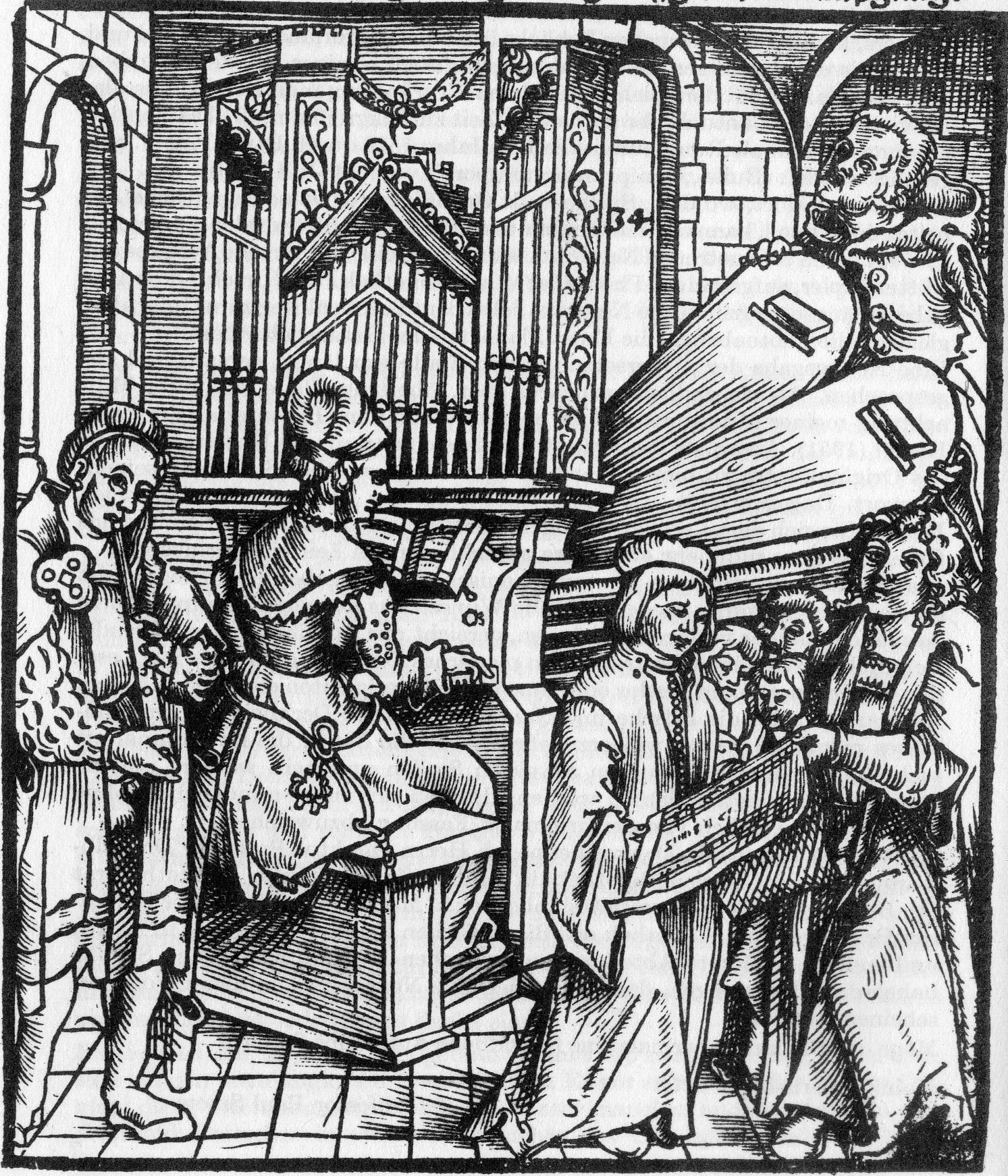
Cantoria del XVI secolo (ca. 1511)

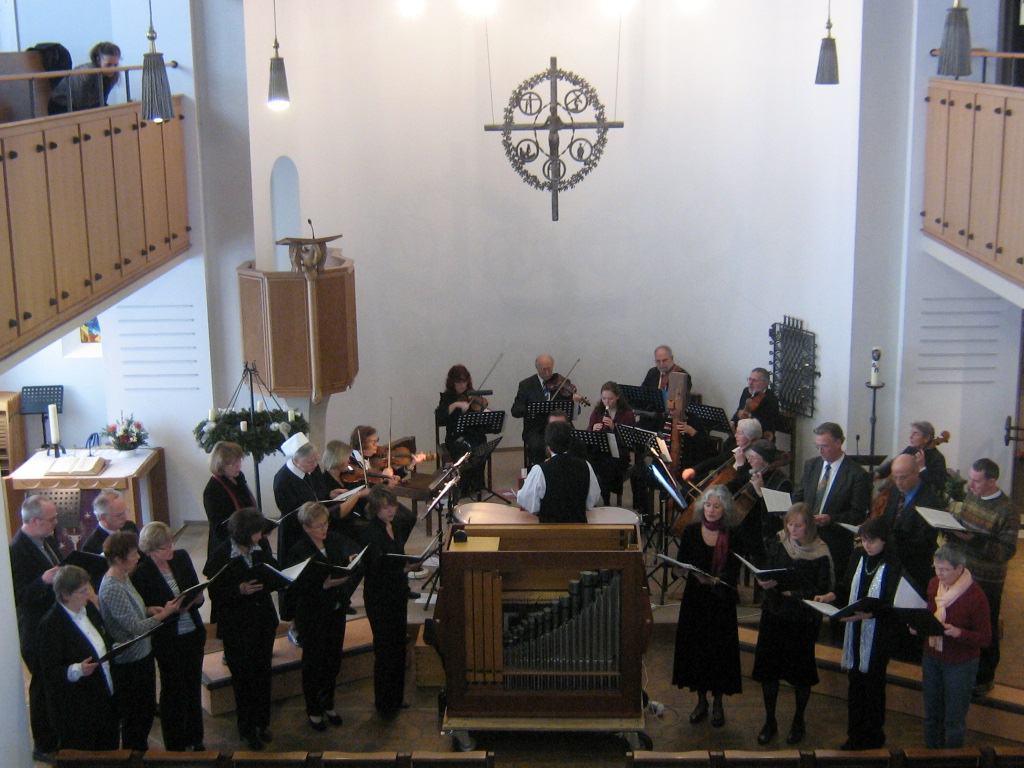
Cantoria contemporanea, Direttore Helmut Kickton

### Cantoria popolare
Le cantorie popolari dei secoli XVI - XVIII risalgono al periodo, antecedente alla Riforma, delle confraternite di notabili e delle associazioni di connestabili. Composte da laici, il compito principale delle cantorie popolari era quello di cantare durante la liturgia. Tali cantorie animavano anche le funzioni nuziali e funerarie dei membri. In molte città di ridotte dimensioni la musica polifonica comparve solamente nel XVI secolo in seguito alla fondazione di una cantoria.

### Cantoria di corte
In ambito cortigiano, sia protestante che cattolico, nacquero, in opposizione alle cappelle, gruppi autonomi di coristi identificati come cantorie.

### Cantorie moderne e contemporanee
Attraverso il movimento di rinnovamento della musica sacra del XX secolo, soprattutto in area germanofona il termine cantoria e tornato attuale, venendo spesso usato per indicare complessi corali legati ad ambiti ecclesiastici.